# Marianne Cornevin
Pour les articles homonymes, voir Cornevin.
Marianne Cornevin, née Marianne Réau le 19 juin 1918 à Royan et morte le 9 novembre 2010 à Paris, est une médecin et historienne française, spécialiste de l'Afrique. 

## Biographie
Marianne Cornevin est la quatrième fille de Louis Réau, historien de l'art et membre de l'Académie des beaux-arts, et de Madeleine Staehling. Elle pratique le scoutisme comme éclaireuse unioniste au sein de la Fédération française des éclaireuses, fait ses études secondaires au lycée Molière puis des études de médecine, malgré l'opposition de ses parents, et obtient son diplôme en 1942, avec une thèse sur la maladie de Paget,.  
Elle participe à des activités de résistance, adhérant au mouvement Défense de la France par l'intermédiaire d'Hélène Viannay, rencontrée via les éclaireuses. Elle participe à la distribution du journal clandestin du même nom. 
Elle épouse en mars 1942 Robert Cornevin, également engagé dans Défense de la France, à l'église réformée de Passy-Annonciation, à Paris. La même année, le couple s'installe en Afrique, où Robert est nommé administrateur colonial au Dahomey, actuel Bénin. Ils vivent ensuite en Algérie, puis au Cambodge, où Marianne Cornevin crée un service de médecine scolaire et forme des sages-femmes. De 1948 à 1956, ils séjournent au Togo, puis rentrent en France. Le couple a six enfants entre 1943 et 1953.

## Activités de recherche et éditoriales
Marianne Cornevin exerce comme médecin scolaire à Montrouge et assiste son époux dans ses recherches pour la thèse d'État qu'il soutient en 1960, sous la direction d'André Leroi-Gourhan. En 1972, elle devient auteure à part entière, et écrit le tome 2 de l'Histoire de l'Afrique, intitulé Histoire de l'Afrique contemporaine de la Deuxième Guerre mondiale à nos jours. 
Elle s'intéresse particulièrement à l'Afrique du Sud, et rédige trois volumes, publiés en 1977, consacrés à l'apartheid, dans lequel elle démonte les théorisations idéologiques qui en constituent la base, et un « Que sais-je ? » en 1982. 
Marianne Cornevin fait le point sur l'avancée des connaissances archéologiques des deux dernières décennies dans Secrets du continent noir révélés par l'archéologie publié en 1993, où elle met l'accent sur les différences culturelles au sein du continent africain,. 
Elle publie également une biographie de Manon Roland, personnage emblématique de la Révolution française.

## Publications
- Histoire de l'Afrique contemporaine : de la Deuxième Guerre mondiale à nos jours, Payot, 1972.
- L'Afrique du Sud en sursis, Hachette, 1977, 287 p.  (ISBN 2-01-004106-2)
- L'Apartheid, pouvoir et falsification historique, Unesco, 1979
- La République sud-africaine, Puf, coll. « Que sais-je ? », 1982
- La Véritable madame Roland, 1989, rééd. Liberté, que de crimes on commet en ton nom. Vie de madame Roland, guillotinée le 8 novembre 1793, Maisonneuve et Larose, 2002, 342 p.
- Secrets du continent noir révélés par l'archéologie, Maisonneuve et Larose, 1993, 270 p.

## Distinctions et prix
En 1993, elle reçoit le prix Monsieur et Madame Louis-Marin de l’Académie des sciences d’outre-mer. En 1995, l'Académie des inscriptions et belles-lettres lui décerne le prix Jean-Reynaud.